# Landolphia dulcis
Landolphia dulcis là một loài thực vật có hoa trong họ La bố ma. Loài này được (Sabine ex G.Don) Pichon mô tả khoa học đầu tiên năm 1953.